# 승랑
승랑(僧朗: fl. 500년 전후)은 6세기 경 고구려의 고승으로, 일명 낭대사(朗大師) 또는 섭산대사(攝山大師)라고 한다.
고구려 요동 출신으로 중국 남북조 시대에 중국에 들어가서 구마라습(鳩摩羅什: 344-413)의 교의를 공부하고 삼론학(三論學)을 대성하여 중국 삼론종의 제3대조가 되었고 양 무제(梁武帝: 재위 502-549)로부터 우대를 받았다. 그는 용수(龍樹)의 진속이제설(眞俗二諦說)을 밝혀 길장(吉藏: 549-623)에게 전하여 중국 중국 삼론의 원조가 되었다.

## 승랑과 삼론종
승랑은 일찍이 중국에 들어가 구마라습(鳩摩羅什)에서 승조(僧肇)로 이어지는 삼론학(三論學)을 배웠다. 당시의 삼론학은 《성실론(成實論)》이란 소승적(小乘的) 유사상(有思想)에 영향을 받고 있어 본래의 삼론학의 진의(眞意)를 드러내지 못하고 있었다. 승랑은 이런 사상조류를 탈피하여 새로운 삼론(三論)을 설립하게 되었으니 그의 출현에 따라 과거의 삼론학을 고삼론(古三論)이라 부르고, 그의 순수삼론학을 신삼론(新三論)이라 부르게 되는 삼론학의 분수령을 이루었다. 이러한 그의 학문적 역량은 중국 하서(河西)지방에 널리 알려져 하서대랑(河西大朗) · 독보하서(獨步河西)라는 칭호를 받기까지 하였다.
삼론의 오의(奧義)를 깊이 터득한 승랑은 중국 남방으로 떠나 회계산 강산사(岡山寺)에 머물렀고, 종산(鐘山) 초당사(草堂寺)에 와서는 그곳에 은퇴해 있던 주옹에게 삼론학을 가르쳐 그로 하여금 《삼종론(三宗論)》이란 책을 저술케 했다.
만년에 섭산(攝山) 서하사(棲霞寺)로 와서 그의 스승이며 주지였던 법도화상(法度和尙)의 지위를 계승(500)하였다.
양무제(梁武帝)는 그의 학덕을 높이 평가하여 천감(天監) 11년(512)에 우수한 학승(學僧) 10명을 선발하여 승랑의 문중(門中)에서 공부를 시켰으니 그때 학승 가운데 끼어 있던 승전(勝詮)은 스승의 학문을 계승하여 섭산(攝山 혹은 攝嶺)에 머물렀고, 또 승전을 계승한 법랑(法朗)은 흥황사(興皇寺)에 있었으므로 승랑의 삼론학 학통(學統)을 섭령흥황(攝嶺興皇)이라 부른다.
이렇게 계승된 그의 삼론학은 후일 법랑의 제자인 길장(吉藏, 549∼623) 때에 와서 독립된 새 종파인 삼론종(三論宗)으로 성립되었다.
삼론종에서 7대상승(七代相承)이라 하며 내세우는 인물은 구마라습(鳩摩羅什) · 승숭(僧嵩) · 법도(法度) · 승랑(僧朗) · 승전(僧詮) · 법랑(法朗) · 길장(吉藏)의 7사(師)를 말하는데, 이 7인의 정통파 가운데서 승랑이 중추적인 역할을 하였다.
길장은 그의 저술인 《대승현론(大乘玄論)》·《이제의(二諦義)》 등에서 승랑을 항시 인용하면서 섭령대사(攝嶺大師) · 섭산대사(攝山大師) · 대랑법사(大朗法師) · 낭대사(朗大師)라고 추앙을 하였으니, 승랑은 한국인으로서 중국에 불교를 가르친 최초의 인물이었으며 중국 불학계에 미친 그의 영향은 지대한 바 있다.

## 이제합명중도설
이제합명중도설(二諦合明中道說)은 승랑이 제창한 인식 방법으로 그의 대표적인 사상이다. "이제합 명중도 설"로 띄어 읽는데, 문자 그대로의 뜻은 "이제(二諦)를 종합하여 중도를 밝힌다"이다. 중도(中道)는 불교의 궁극적인 진리를 의미하는데, 이 중도를 밝히는 방법으로 세제(世諦)와 진제(眞諦)의 이제(二諦)를 합명(合明)하는 방법, 즉 정반합지양(正反合止揚)시키는 방법을 쓴 것을 이제합명중도설(二諦合明中道說)이라 한다.
승랑의 활동 당시, 삼론과 함께 《성실론》을 공부하고 있던 당시의 학승들은 모두 이제를 중시하여, 부처는 항상 이제에 의하여 설법했으며, 모든 경전은 이제를 벗어나지 않으며, 이제를 밝히면 모든 경전을 해득하게 된다는 견해를 가졌다. 승랑도 이 견해에는 같은 입장을 가졌다. 그러나 승랑은 이제가 무엇인가에 대해서는 이들과 견해가 달랐다.
당시의 학승들은 《성실론》의 영향을 받아 이제(二諦)를 이(理: 진리) 또는 경(境: 경지)으로 보는 약리이제설(約理二諦說)의 견해를 가지고 있었다.  반면 승랑은 이제(二諦)를 교(敎: 방편 또는 수단)로 보는 약교이제설(約敎二諦說)의 견해를 가지고 있었다. 약리이제설(約理二諦說)은 이제를 어떤 고귀한 "이"(理: 진리) 또는 "경"(境: 경지)으로 봄으로써 이제를 어떤 고정된 실체로 여기게 되고 이에 집착하게 되는 결함을 가지고 있었다. 반면 승랑의 약교이제설에서는 이제를 "교", 즉 고정된 성품이 있다는 집착을 타파하여 중도를 밝히는 "방편"으로 보기 때문에, 이제를 실체로 여기는 결함 없이 이제를 통해(즉, 이제를 사용하여) 고정된 성품이 있다는 집착을 제거함으로써  제1의제(第一義諦)인 중도, 즉 진정한 이(理: 진리)가 밝히 드러나게 할 수 있었다.
당시에 승랑의 약교이제설은 공과 중도에 대한 용수의 견해에 진실로 합치하는 것이라고 여겨졌으며, 당시의 중국의 삼론학계에 큰 영향을 미쳤다. 그리하여 승랑을 기점으로하여 승랑 이전의 학파를 고삼론(古三論)이라고 부르고 승랑 이후의 학파를 신삼론(新三論)이라 부르게 되었다. 신삼론에서는 《성실론》을 함께 공부하던 고삼론의 태도를 버리고 오직 삼론에 의거하여 중관(中觀)을 전개하게 되었다.

## 참고 문헌
- 이 문서에는 다음커뮤니케이션(현 카카오)에서 GFDL 또는 CC-SA 라이선스로 배포한 글로벌 세계대백과사전의 내용을 기초로 작성된 글이 포함되어 있습니다.